# Маєрстаун (Пенсільванія)
Маєрстаун (англ. Myerstown) — місто (англ. borough) в США, в окрузі Лебанон штату Пенсільванія. Населення — 3094 особи (2020).

## Географія
Маєрстаун розташований за координатами 40°22′20″ пн. ш. 76°18′20″ зх. д. / 40.37222° пн. ш. 76.30556° зх. д. (40.372139, -76.305579).  За даними Бюро перепису населення США в 2010 році місто мало площу 2,22 км², уся площа — суходіл.

## Демографія
Згідно з переписом 2010 року, у селищі мешкали 3062 особи в 1244 домогосподарствах у складі 784 родин. Густота населення становила 1380 осіб/км².  Було 1348 помешкань (608/км²).
Расовий склад населення:
| - 96,6 % — білих - 1,0 % — чорних або афроамериканців - 0,6 % — азіатів - 0,1 % — корінних американців |

До двох чи більше рас належало 1,1 %. Частка іспаномовних становила 2,4 % від усіх жителів.
За віковим діапазоном населення розподілялося таким чином: 24,0 % — особи молодші 18 років, 56,9 % — особи у віці 18—64 років, 19,1 % — особи у віці 65 років та старші. Медіана віку мешканця становила 38,6 року. На 100 осіб жіночої статі у селищі припадало 88,7 чоловіків;  на 100 жінок у віці від 18 років та старших — 83,3 чоловіків також старших 18 років.
Середній дохід на одне домашнє господарство  становив 55 371 долар США (медіана — 46 892), а середній дохід на одну сім'ю — 60 813 долари (медіана — 55 299). Медіана доходів становила 43 138 доларів для чоловіків та 26 505 доларів для жінок. За межею бідності перебувало 7,3 % осіб, у тому числі 8,5 % дітей у віці до 18 років та 8,2 % осіб у віці 65 років та старших.
Цивільне працевлаштоване населення становило 1545 осіб. Основні галузі зайнятості: освіта, охорона здоров'я та соціальна допомога — 28,8 %, виробництво — 21,5 %, будівництво — 7,6 %, роздрібна торгівля — 7,1 %.